# Дневники чёрного ящика
Дневники черного ящика (яп. ブラック・ボックス・ダイアリーズ, англ. Black Box Diaries) — документальный фильм 2024 года. Режиссёром выступила Шиори Ито — японская журналистка. В фильме рассказывается о ее расследовании собственного дела о сексуальном насилии.
Премьера фильма состоялась на 40-м кинофестивале «Сандэнс» в 2024 году. Он был выпущен в США и Великобритании 25 октября 2024 года компаниями MTV Documentary Films и Dogwoof. Фильм был назван одним из 5 лучших документальных фильмов 2024 года Национальным советом кинокритиков и номинирован на премию Оскар в 2025 году (97-й церемонии вручения) в номинации «Лучший документальный полнометражный фильм».

## Синопсис
Этот фильм, полнометражный режиссёрский дебют Шиори Ито, который описывает ее расследование пережитого лично ею сексуального насилия.
Когда Ито встретилась с Нориюки Ямагути, он был начальником бюро в Вашингтоне, округ Колумбия, TBS, крупнейшей вещательной компании в Японии. Он был знаменит благодаря своим статьям о премьер-министре Японии Синдзо Абэ, а также известен своими связями с влиятельными правительственными чиновниками.
Фильм начинается с записи с камеры видеонаблюдения отеля в Токио, на которой видно такси у входа. На этом видео Ямагучи вытаскивает из машины сильно пьяную Ито и держит ее на руках, направляясь к гостиничному номеру.
После этой ночи Ито подала заявление в полицию, утверждая, что она подверглась сексуальному насилию с использованием специального медицинского препарата. Однако полиция отказалась принимать дело, сославшись на отсутствие независимых доказательств, которые не были лишь рассказами самой пострадавшей.
Когда сторона Ито получила записи камер видеонаблюдения отеля, полиция начала действовать и расследование и дело с арестом Ямагучи начало продвигаться. Однако в самый последний момент перед арестом расследование необъяснимым образом было остановлено, и дело было закрыто без предъявления обвинения.

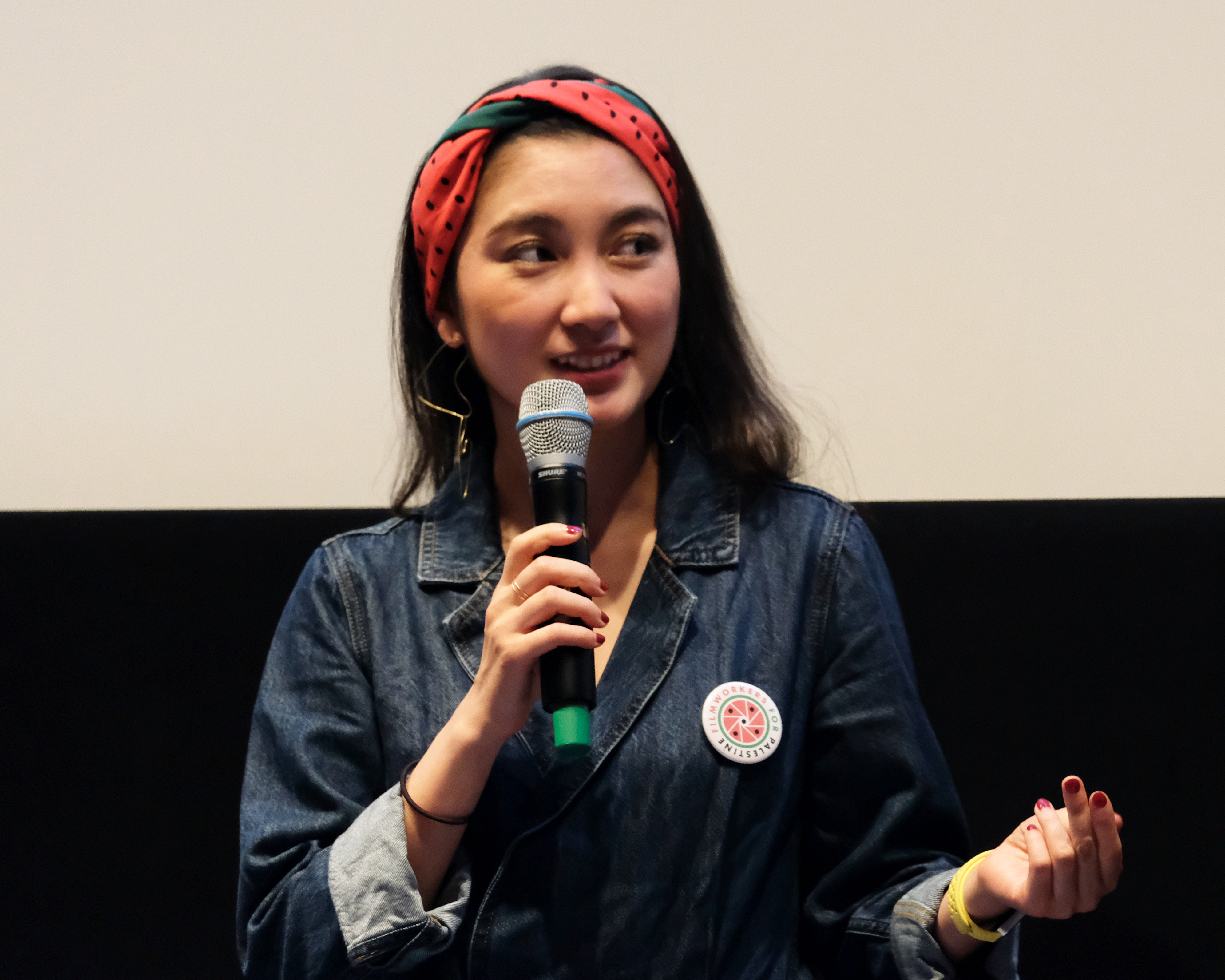
Шиори Ито отвечает на вопросы на Мюнхенском кинофестивале, 2024 год.

Столкнувшись с провалом расследования, Ито решила выступить публично. Она провела открытую пресс-конференцию, на которой выдвинула обвинение, раскрыв как свое собственное имя, так и подлинное имя обвиняемого. Это исключительно редкий случай в исторри сексуального насилия в Японии. Пресс-конференция Ито вызвала широкую общественную реакцию. Ито стала пионером японского движения MeToo, которое в то время набирало обороты во всем мире. Со стороны японок,которые откликнулись на опыт Ито, поднялась мощная волна поддержки,  Однако Ито также столкнулась с целой волной клеветы в Интернет — её обвиняли в том, что у нее были политические намерения, связанные с критикой правительства. Выдержав бурю непрекращающейся клеветы, на фоне не изжитой травмы, нанесённрой сексуальным насилием, Ито продолжала расследовать это дело более 7 лет и в конечном итоге выиграла гражданский иск против Ямагути.
После исторического обвинения Ито в Японии ещё несколько женщин под своими настоящими именами также выступили с заявлениями о случаях сексуального насилия. Это движение послужило катализатором, приведшим к пересмотру законов о сексуальных преступлениях в 2023 году, в результате чего в Японии, как и в других странах, стали юридически наказуемыми сексуальные действия без согласия.
Одной из ключевых фигур в фильме является «Детектив А». Он был тем, кто напрямую слил Ито важную информацию о том, что ордер на арест был выдан, но скрыт. Фильм предполагает, что это решение было принято высокопоставленными правительственными чиновниками.
Созданный с использованием записей её смартфона и других личных видеоматериалов, документальный фильм рассказывает о размышлениях и борьбе Ито, проливая свет на проблему сексуального насилия в Японии.